# Fiat Ducato
Fiat Ducato — микроавтобус/фургон, выпускаемый итальянской компанией Fiat. Технически идентичными Ducato являются автомобили Citroën Jumper, RAM ProMaster, Opel Movano, Toyota ProAce Max и Peugeot Boxer. Все эти модели производятся на одних и тех же заводах в Италии, Франции и Бразилии. С момента начала производства в 1981 году было выпущено более двух миллионов.
Конструктивно Fiat Ducato — это переднеприводный легкий фургон с поперечно расположенным двигателем и несущим кузовом.

## Второе поколение
Второе поколение Fiat Ducato (заводской индекс 244) с 1994 года по 2006 выпускали на заводе Sevel в Италии, а также его производили на заводе «Соллерс-Елабуга» в России.

## Третье поколение
Fiat Ducato третьего поколения имеют заводской индекс X2/50, в России их не выпускали.